# Colocasidia
Colocasidia là một chi bướm đêm thuộc họ Noctuidae.